# Лос
Лос (лат. Alces alces) је највећи члан породице јелена (Cervidae) који настањује Канаду, Аљаску, Скандинавију и северне делове Русије. До рамена су високи 2 метра, а тешки и до 800 килограма.

## Распрострањеност и подврсте
Лосови живе у тајгама и мешаним листопадним шумама северне Земљине хемисфере, где преовладава субарктичка клима. У Европи насељавају скандинавске земље, велики део Русије, сибирску тундру и прибалтичке области. На југу се простиру до Азије; до северне Монголије и североисточне Кине. У Русији живи око 730.000 јединки, што представља половину укупне светске популације. У Северној Америци насељавају Аљаску, већину Канаде и североисток САД, тачније Нову Енглеску.
Десет лосова је било пренесено у регију Фјордланд на Новом Зеланду 1910. године, али очевидно ниједан није преживео. Било како било, 2002. године су новозеландски научници пронашли примерке лосове длаке.
Северноамерички лосови су нешто крупнији од европских. Постоји 6-7 подврста. Најкрупнији лосови са највећим роговима су подврсте са Аљаске (A. a. gigas). Друге подврсте, међу осталима, су и A. a. pfizenmayeri, А. а. cameloides.

## Физички опис
Лос има дугачке и витке ноге. Њушка је месната и издужена; мужјаци поседују својствену кесу, која се зове још и звоно, која виси испод врата. Имају крупну главну, а мужјаци су препознатљиви по својим пљоснатим и кашикастим роговима. Зуби су слични зубима осталих преживара; са обе стране доње вилице поседују три кутњака, три преткутњака и четири предња зуба од којих је један преображен у очњак. У горњој вилици нема зуба, само рожната превлака о коју се храна жваће и прежива.
Мужјак лоса нормално тежи између 540-720 килограма, док су женке ситније и теже око 400 килограма. У плећкама су 1,9 до 2 метра високи. Телад су по рођењу тешка 15 килограма, али веома брзо расту. Само мужјаци поседују рогове који су 20 килограма тежине, а размак између њих износи често 160 центиметара. Рогови су у облику равне и пљоснате ресе на којима има и до 30 парожака. 1897. године је откривен лос са Аљаске који држи рекорд највећег јелена на свету (не рачунајући изумрле врсте); то је био мужјак висине 2,34 метра до рамена и тежине од 825 килограма. Имао је огромне рогове са размаком од чак 199 центиметара.

### Рогови
Разгранатост рогова је више израженија код северноамеричке подврсте (Alces alces americanus) него код типичних скандинавских лосова. Код највећих, аљаских лосова, размак између рогова је 1,8 метара.
Мужјак лоса ће после парења да одбаци своје рогове ради сачувања енергије за предстојећу зиму. Рогови ће му опет израсти у пролеће. Потребно је од три до пет месеци да рогови израсту. Због ове чињенице, њихови рогови су једни од органа који најбрже расту на свету. Рогови имају слој коже на себи која ће се изгубити када потпуно израсту.

## Понашање
Лосови су преживари и хране се првенствено младицама траве, лишћем врбе и брезе, подводном вегетацијом, а зими кором дрвета и отпалим орасима са шумског дрвећа.
Због својих дугих ногу они морају да легну на колена или уђу у воду како би се хранили. Пошто настањују влажне области и мочваре, често се могу видети како прелазе реку или језеро у потрази за воденим биљем (као што је Arnicus brucitus). Под водом могу да задрже дах и до једног минута.
Обично се крећу у касу гегањем, али ако беже од грабљивице развију брзину од 55 km/h.

## Лов
Цртежи на камену и пећинске слике откривају да су лосови у Европи били ловљени још у камено доба. У северној Скандинавији се још могу наћи преостале замке за хватање лосова. Те замке које су биле дубоке и до 2 метра, су биле прекривене лишћем и гранчицама. У Норвешкој су пронађени рани примери оваквих замки који датирају уз времена око 3700. године пре наше ере. Овакав метод лова је био веома користан и успешан, тако да је још у 16. веку норвешка влада покушала да забрани њихово коришћење. И поред тога, замке су се користиле све до 19. века.

## Екологија и биологија

### Исхрана
Лос је брстећи биљождер и способан је да једе многе врсте биљака или воћа. Просечни одрасли лос треба да конзумира 96 megajoules (23.000 kilocalories) дневно да би одржао телесну тежину. Велики део енергије лоса потиче од копнене вегетације, која се углавном састоји од биља и других врста трава, и свежих изданака са дрвећа као што су врба и бреза. Пошто ове копнене биљке имају прилично мало натријума, чак половина њихове исхране обично се састоји од водених биљака, укључујући љиљане и барску траву, које, иако ниже у енергетском садржају, обезбеђују лосу потребе за натријумом. Зими лосове често привлаче коловози, да лижу со која се користи за топљење снега и леда.. Типичан лос, тежак 3360 kg (794 lb), може да поједе до 32 kg (71 lb) хране дневно.
Лосу недостају горњи предњи зуби, али имају осам оштрих секутића на доњој вилици. Такође имају жилав језик, усне и десни, који помажу у једењу дрвенасте вегетације. Лосови имају шест пари великих, равних кутњака и, испред њих, шест пари премолара, за млевење хране. Горња усна лоса је веома осетљива, тако да помаже у разликовању свежих изданака и тврђих гранчица, као и при хватању хране. У лето, лос може да користи ову усну хватаљку за хватање и повлачење грана, скидање лишћа са целе гране у једном залогају, или за повлачење трава, попут маслачака, или водених биљака уз подножје, корење и све то заједно. Исхрана лоса често зависи од његове локације, али чини се да преферира нови раст са листопадних стабала са високим садржајем шећера, као што су бела бреза, дрхтава јасика и пругасти јавор, између многих других. Да би досегао високе гране, лос може савијати танке гранчице, користећи своју хватачку усну, уста или тело. За веће дрвеће лос може стајати усправно и ходати усправно на задњим ногама, омогућавајући му да досегне гране до 4,26 m (14 ft 0 in) или више изнад земље.
Лосови су одлични пливачи и познато је да газе у воду да би јели водене биљке. Ова особина служи другој сврси расхлађивања лоса током летњих дана и ослобађању од црних мува. Лосове стога привлаче мочваре и обале река током топлијих месеци, јер оба станишта обезбеђују прикладну вегетацију за јело и воду за квашење. Познато је да лос може да зарони преко 5,5 m (18 ft) да би дошао до биљака на дну језера, и сложена њушка може помоћи лосу у овој врсти храњења. Лосови су једини јелени који могу да се хране под водом. Као адаптација за исхрану биљака под водом, њихов нос је опремљен масним јастучићима и мишићима који затварају ноздрве када су изложени притиску воде, спречавајући воду да уђе у нос. И друге врсте могу да чупају биљке из воде, али оне морају да подигну главу да би их прогутале.
Лосови нису испашне животиње већ претраживачи (селектори концентрата). Као и жирафе, лосови пажљиво бирају храну са мање влакана и већом концентрацијом хранљивих материја. Дакле, пробавни систем лоса је еволуирао да би се прилагодио овој исхрани са релативно мало влакана. За разлику од већине копитара, припитомљених животиња (преживара), лос не може да свари сено, а храњење лоса њиме може бити фатално. Разноврсна и сложена исхрана лоса је обично скупа за људе, а лосовима у слободном узгоју је потребно много пошумљених хектара за одрживи опстанак, што је један од главних разлога зашто лос никада није био широко припитомљен.

## Занимљивости
- Лос је у стању да преплива 19 km за два сата брзином од 10 km/h.
- Тихо Брахе (1546–1601), познати дански физичар и астроном, имао је љубимца лоса који се једном приликом опио и умро када је пао са степеница у физичаревом замку.[20]